# Lerista vermicularis
Espèce
Statut de conservation UICN

 LC  : Préoccupation mineure
Lerista vermicularis est une espèce de sauriens de la famille des Scincidae.

## Répartition
Cette espèce est endémique d'Australie-Occidentale en Australie.

## Publication originale
- Storr, 1982 : Four new Lerista (Lacertilia: Scincidae) from Western & South Australia. Records of the Western Australian Museum, vol. 10, no 1, p. 1-9 (texte intégral).